# Gare de Saint-Mariens - Saint-Yzan
Gare de Saint-Mariens – Saint-Yzan – stacja kolejowa w miejscowości Saint-Yzan-de-Soudiac, w departamencie Żyronda, w regionie Nowa Akwitania, we Francji. Jest zarządzany przez SNCF i obsługiwany przez pociągi TER Nouvelle-Aquitaine. 

## Położenie
Znajduje się na linii Chartres – Bordeaux, na km 572,657 między stacjami Bussac i Cavignac, na wysokości 46 m n.p.m.

## Linie kolejowe
- Linia Chartres – Bordeaux
- Linia Châteauneuf-sur-Charente – Saint-Mariens – Saint-Yzan
- Linia Saint-Mariens – Saint-Yzan – Blaye